# Monoblastus proximus
Monoblastus proximus är en stekelart som beskrevs av Henry Keith Townes, Jr. 1950. Monoblastus proximus ingår i släktet Monoblastus och familjen brokparasitsteklar. Inga underarter finns listade i Catalogue of Life.